# Целмс, Теодорс
Теодор Целмс (латыш. Teodors Celms; 14 июня 1893, Педеле, Валкский уезд, Российская империя — 14 февраля 1989, Остин, Техас, США) — латвийский писатель, философ. 

## Биография
Родился в Педеле. Учился в Валкской школе торговли. С 1912 года (по другим данным, с 1913-го) изучал народное хозяйство и философию в Московском университете (1913—1920). Продолжил образование в университете Фрейбурга у проф. Гуссерля. Звание доктора философии получил в Германии. Затем вернулся в Латвию, преподавал философию. В 1927 году стал приват-доцентом в Латвийском университете, в 1936 — профессором. В 1936 году получил докторскую степень в Латвийском университете, где состоял профессором по кафедре философии, а также занимался вопросами феноменологии Гуссерля и чистой логики.
С 1942 по 1949 год он работал в университете в Гёттингене, а в 1950 году (по другим данным в 1949 г.) эмигрировал в США, где успешно продолжал университетскую и научную карьеру, читал лекции в одном из университетов. 
Автор 4 книг и более 100 научных трудов. Был последователем феноменологии, серьёзным критиком гуссерлевского идеализма, автором первой большой монографии об Э. Гуссерле.
Умер в США в 1989 году. 

## Память
29 сентября 2007 года в Валке (Латвия), по инициативе преподавателя философии Латвийского сельскохозяйственного университета Игната Трепша, состоялась научная конференция, посвящённая памяти философа Теодора Целмса.